# You Can Leave Your Hat On
«You Can Leave Your Hat On» («Puedes dejarte el sombrero puesto») es una canción originalmente compuesta por Randy Newman en 1972, aparecida originalmente en su disco Sail Away de 1972. Según una crítica de Mark Deming para Allmusic, es una «potente canción de rock midtempo» y una «ingeniosa y deliberadamente perversa muestra de absurdidad erótica».

## Canción relacionada constreaptease
La canción se hizo famosa al ser interpretada por Joe Cocker para la banda sonora de la película estadounidense Nueve semanas y media, dirigida en 1986 por Adrian Lyne y protagonizada por Mickey Rourke y Kim Basinger, que hace un estriptis con esta canción como fondo musical.
En 1997 fue grabada por Tom Jones para otro estriptis, el de la película británica The Full Monty de Peter Cattaneo.